# Aliança Democràtica de la Dreta
L' Aliança Democràtica de la Dreta o Solidaritat-Aliança Democràtica de la Dreta (polonès: Akcja Wyborcza Solidarność, AWS) va ser el principal partit polític conservador de Polònia. Va ser fundat el 1997 com a coalició dels partits de dreta, Unió Cristiana Nacional (Zjednoczenie Chrześcijańsko-Narodowe), Entesa Centrista (Porozumienie Centrum), Democràtica Cristiana (Chrześcijańska Demokracja) i Partit Conservador-Popular (Stronnictwo Konserwatywno-Ludowe). Se la considerava vinculada al Partit Republicà dels Estats Units.
La coalició entre Solidaritat-Aliança Democràtica de la Dreta i Unió de la Llibertat (Unia Wolności) ha governat Polònia entre 1997 i 2000, no exenta de conflictes a causa de l'entrada de Polònia a l'OTAN el 1999 i el procés d'integració a la Unió Europea. El president de Solidaritat-Aliança Democràtica de la Dreta ha estat Marian Krzaklewski (1997-2000). Després en 2001 el president de la Solidaritat-Aliança Democràtica de la Dreta va ser Jerzy Buzek. Després del fracàs a les eleccions parlamentàries poloneses de 2001 el partit es va dissoldre, i la majoria dels seus membres ingressaren a Plataforma Cívica (Platforma Obywatelska), Dret i Justícia (Prawo i Sprawiedliwość) i al Moviment per la Reconstrucció de Polònia (Ruch Odbudowy Polski).

## Resultats electorals

### Sejm
| Any  | Líder              | Vots      | %         | Escons    | +/- | Govern             |
| ---- | ------------------ | --------- | --------- | --------- | --- | ------------------ |
| 1997 | Marian Krzaklewski | 4,427,373 | 33.8 (#1) | 201 / 460 | Nou | Coalició (1997-00) |
| 1997 | Marian Krzaklewski | 4,427,373 | 33.8 (#1) | 201 / 460 | Nou | Minoria (2000-01)  |
| 2001 | Jerzy Buzek        | 729,207   | 5.6 (#7)  | 0 / 460   | 201 | Extraparlamentari  |

### Senat
| Any  | Vots                | %                   | Escons   | +/– |
| ---- | ------------------- | ------------------- | -------- | --- |
| 1997 | 6,550,176           | 25.25               | 51 / 100 |     |
| 2001 | Dins del Senat 2001 | Dins del Senat 2001 | 7 / 100  | 44  |

### Presidencials
| Any  | Candidat           | 1a volta  | 1a volta   | 2a volta | 2a volta | Resultat |
| Any  | Candidat           | Vots      | %          | Vots     | %        | Resultat |
| ---- | ------------------ | --------- | ---------- | -------- | -------- | -------- |
| 2000 | Marian Krzaklewski | 2,739,621 | 15,6 / 100 |          |          | Derrota  |

### Assemblees Regionals
| Any  | %         | Escons    | +/– |
| ---- | --------- | --------- | --- |
| 1998 | 33.3 (#1) | 342 / 855 | Nou |
| 2002 | 3.4 (#6)  | 17 / 561  | 325 |